# Pseudophilautus hallidayi
Philautus hallidayi es una especie de rana que habita en Sri Lanka.
Esta especie se encuentra amenazada de extinción debido a la destrucción de su hábitat natural.